# Running in the Family
Cet article concerne l'album. Pour la chanson du même nom, voir Running in the Family (chanson).
Albums de Level 42
World Machine
(1985) Staring at the Sun
(1988)
Singles
1. Lessons in Love
Sortie : 14 avril 1986
2. Running in the Family
Sortie : 2 février 1987
3. To Be with You Again
Sortie : avril 1987
4. It's Over
Sortie : 1er septembre 1987
5. Children Say
Sortie : novembre 1987

Running in the Family est le septième album studio du groupe britannique Level 42, sorti le 16 mars 1987.
Avec cet album, le groupe confirme son succès à l'échelle planétaire amorcé avec le précédent, World Machine. 

Cinq singles sont extraits de Running in the Family, tous classés dans les dix premières places aux Pays-Bas, tandis qu'au Royaume-Uni, les quatre premiers extraits entrent dans le Top 10 du UK Singles Chart,.
L'orientation musicale plus pop ne satisfait pas les frères Gould, tous les deux quittent le groupe après la sortie de l'album.
Running in the Family est réédité en 2000 avec des titres bonus.

## Liste des titres
| No | Titre                                                          | Auteur                                   | Durée |
| -- | -------------------------------------------------------------- | ---------------------------------------- | ----- |
| 1. | Lessons in Love                                                | - Wally Badarou - Boon Gould - Mark King | 4:04  |
| 2. | Children Say                                                   | - King - Mike Lindup - Phil Gould        | 4:53  |
| 3. | Running in the Family                                          | - P. Gould - Badarou - King              | 6:12  |
| 4. | It's Over                                                      | - King - B. Gould - Badarou              | 6:02  |
| 5. | To Be with You Again                                           | - King - B. Gould                        | 5:19  |
| 6. | Two Solitudes                                                  | - King - P. Gould - Lindup               | 5:17  |
| 7. | Fashion Fever                                                  | - King - B. Gould                        | 4:35  |
| 8. | The Sleepwalkers                                               | - King - P. Gould                        | 6:02  |
| 9. | Freedom Someday (ne figure pas sur l'édition vinyle d'origine) | - King - P. Gould - B. Gould - Lindup    | 6:20  |

| 10. | Lessons in Love (Shep's Final Mix)  | 5:45 |
| 11. | Children Say (Slap Bass Mix)        | 4:49 |
| 12. | To Be with You Again (A.D.S.C. Mix) | 5:45 |
| 13. | Running in the Family (HTL Dub)     | 6:11 |

## Musiciens
- Mark King : chant, basse
- Mike Lindup : claviers, chant
- Boon Gould : guitares
- Phil Gould : batterie, percussions

musiciens additionnels
- Wally Badarou : claviers, chœurs
- Gary Barnacle : saxophone sur Lessons in Love
- Krys Mach : saxophone sur Running in the Family

## Classements hebdomadaires
| Classement (1987)              | Meilleure place |
| ------------------------------ | --------------- |
| Allemagne (Media Control AG)   | 4               |
| Autriche (Ö3 Austria Top 40)   | 4               |
| Canada (Canadian Albums Chart) | 6               |
| États-Unis (Billboard 200)     | 23              |
| France (IFOP)                  | 26              |
| Norvège (VG-lista)             | 4               |
| Nouvelle-Zélande (RIANZ)       | 6               |
| Pays-Bas (Mega Album Top 100)  | 3               |
| Royaume-Uni (UK Albums Chart)  | 2               |
| Suède (Sverigetopplistan)      | 6               |
| Suisse (Schweizer Hitparade)   | 4               |

## Certifications
| Pays                    | Certification | Unités certifiées |
| ----------------------- | ------------- | ----------------- |
| Allemagne (BVMI)        | Or            | 250 000           |
| Canada (Music Canada)   | Platine       | 100 000           |
| Nouvelle-Zélande (RMNZ) | Or            | 7 500             |
| Royaume-Uni (BPI)       | 2 × Platine   | 600 000           |